# Secrets (film 1924)
Secrets è un film muto del 1924 diretto da Frank Borzage. La storia, tratta da un lavoro teatrale di Rudolph Besier e May Edginton, fu adattata di nuovo per lo schermo nel 1933 in Segreti, un film prodotto da Mary Pickford e diretto, nuovamente, da Frank Borzage.

## Trama
Mary Carlton, un'anziana signora, si addormenta mentre è al capezzale di John, il marito malato. Mary sogna, ricordando la sua infanzia in Inghilterra, la fuga in America con John, la loro difficile vita in un ranch del West, il ritorno in Inghilterra, diventati ricchi e famosi, l'infedeltà del marito che lei perdona, riuscendo così a tenere unita la famiglia.
Quando si risveglia, Mary scopre che il marito ha superato la crisi.

## Produzione
Il film fu prodotto dalla Joseph M. Schenck Productions.

## Distribuzione
Il copyright del film fu registrato l'11 febbraio 1924 con il numero LP19901.
Distribuito dalla Associated First National Pictures, il film uscì nel circuito delle sale USA il 24 marzo 1924 presentato in prima a New York. In Finlandia, fu distribuito il 5 ottobre dello stesso anno, mentre in Portogallo uscì il 24 marzo 1926 con il titolo tradotto in Segredos .